# スカダルリヤ

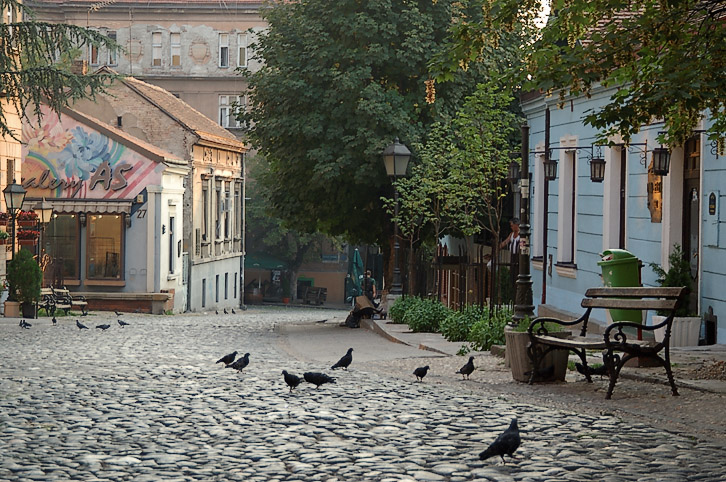
スカダルリヤ

スカダルリヤ（セルビア語:Скадарлија / Skadarlija）は、セルビア共和国の首都であるベオグラードの中心部に位置する通りであり、その周辺一体の繁華街を指し示す地区名ともなっている。ベオグラードのスタリ・グラード区に含まれ、かつては独立した行政区（スカダルリヤ区）であった。ボヘミアニズムの要素が色濃く残る街であり、「ベオグラードのモンマルトル」とも称される。

## 場所
スカダルリヤは、ベオグラードの中心とされるテラジイェ広場から300メートルほど北西にある。共和国広場に端を発し、全長400メートルにも満たない曲がりくねった通りである。デスポト・ステファン大通りと交差し、バイロニ青果市場の近くでドゥシャノヴァ通りと交わり、ミラ・トライロヴィッチ広場を経てドルチョル地区（Dorćol）へと続いている。

## 行政
第二次世界大戦が終わった1945年に制定されたベオグラードの行政単位が見直された1952年に、スカダルリヤ地区はベオグラードを構成する自治体（区）とされた。スカダルリヤ区はベオグラードの中心の大部分を占め、ドルチョル（Dorćol）、ヤリヤ（Jalija）、スタリ・グラード（Stari Grad）など主にドナウ川に囲まれた一体がその範囲に含まれた。1957年1月1日にスタリ・グラード区が新設されると、その一部となった。スカダルリヤ地区は行政区の下位に置かれる地区共同体（mesna zajednica）のひとつとなっている。2002年の国勢調査では、スカダルリヤ地区共同体には5942人が居住している。

## 歴史
スカダルリヤ地区の起こりは、1830年代に城砦が取り払われた跡地にロマが居住したことから始まっている。1985年にベオグラードの都市計画が策定され、ロマの住むほったて小屋は取り払われ、レンガ造りの街が造られた。街には職人や宿屋、雇われ労働者などが入植した。街はジプシー地区と呼ばれていたが、1872年に通りの名前を、かつての中世セルビア王国の都市・スカデル（現在はアルバニア領でシュコドラと呼ばれる）にちなんで「スカダル通り（Skadarska ulica）」と命名した。この名称が現在まで通りの名前となっている。
スカダルリヤは、ボヘミアニズム的な特徴を備えた街として発展していた。とりわけ、1901年に有名な宿屋「ダルダネリ」が取り壊されたとき、そこに居着いていた作家や俳優らがスカダルリヤ地区の宿屋やカファナに移ってきたことで、一層そのボヘミアニズム的特徴は顕著になっていった。彼らが利用した宿屋やカファナの中でよく知られたものとして、「トリ・シェシラ（Tri šešira、3つの帽子）」、「ドヴァ・イェレナ（Dva jelena、2頭の鹿）」、「ズラトニ・ボカル（Zlatni bokal、金の聖杯）」、「山賊」、「東」、「ギルト」、「ヴク・カラジッチ」、「2人の軍曹」などがあった。このうちはじめの3つは現在もつづいている。これ以外にも多くのレストランなどが集まっている。
スカダルリヤ通りの終端には、かつて醸造所があった。ここは、第二次世界大戦前まで、チェコ人の起源をもつ、ベオグラード有数の有力者・バイロニ一族が所有する醸造所であった。醸造所では「アレクサンダル」ビールが造られており、醸造所の裏で湧き出る温泉水を使用してビールが造られていた。井戸の深さは80メートルから300メートル程度であった。1945年以降、醸造所はBIP醸造所の一部となったが、後に閉鎖された。井戸から湧き出る温泉水は2000年代初頭まで飲料水としてボトル詰めされていた。醸造所の地下はラグムス（lagums、地下書庫やカタコンベを意味する）と呼ばれ、かつてビールが貯蔵されていた。醸造所の施設はまったく使われておらず、取り壊しが検討されている。
ジュラ・ヤクシッチ（Đura Jakšić）はスカダルリヤで生き、この地で死没した作家・画家である。ヤクシッチの家は「スカダルリヤの夕べ」に参加する詩人らの集いの場所となった。1968年から、建築家のウグリェシャ・ボグノヴィッチ（Uglješa Bogunovi）、作家・画家のズコ・ジュムフル（Zuko Džumhur）、画家のマリオ・マスカレリ（Mario Maskareli）、彫刻家のミリツァ・リブニカル＝ボグボヴィッチ（Milica Ribnikar-Bogunović）といった、著名な芸術家たちの意向により、その復興が進められた。彼らは、ヤクシッチ邸の存在価値を守り、その外観を損ねることなく現代的な設備を備え付けることを目指した。1960年代後半には、スカダルリヤはベオグラードにおける若い芸術家とボヘミアニズムの地としての地位を取り戻していった。さらなる改良の計画が1977年に持ち上がったが、その後実行に移されることはなかった。

## ボヘミアニズム文化

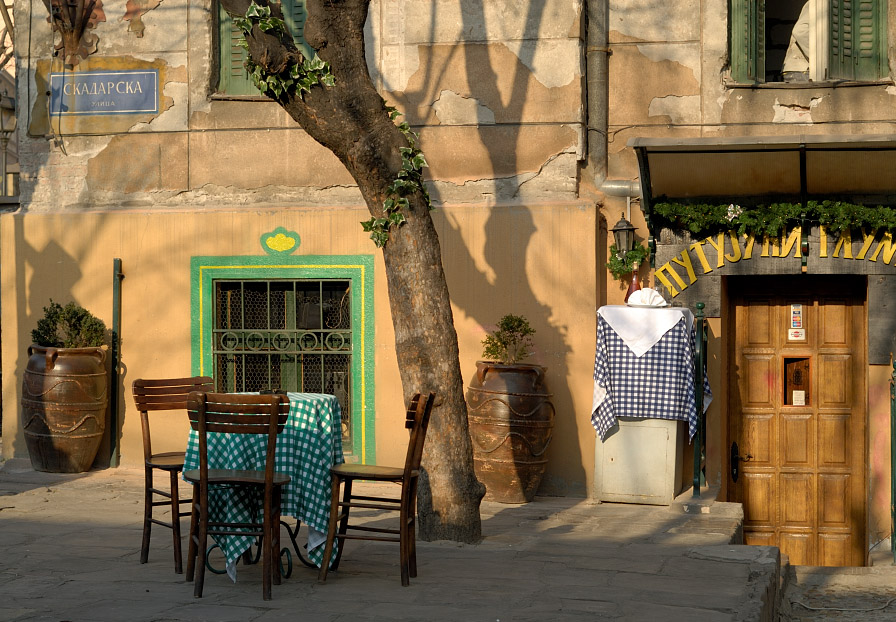
スカダルスカ通り

20世紀初頭の貧しい詩人たちは、頻繁にスカダルリヤを訪れていた。1918年にユーゴスラビア王国が誕生する前でさえ、この地にはセルビアのみならず、ユーゴスラビア地域各地から詩人たちが集まってきていた。スカダルリヤに住んだ著名な人物には、ジュラ・ヤクシッチやドブリツァ・ミルティノヴィッチ（Dobrica Milutinović）、ティン・ウイェヴィッチ（Tin Ujević）、グスタヴ・クルクレツ（Gustav Krklec）、ステヴァン・スレマツ（Stevan Sremac）、アントゥン・グスタヴ・マトシュ（Antun Gustav Matoš）、ズコ・ジュムフル（Zuko Džumhur）、モモ・カポル（Momo Kapor）などがいる。
我が名はスカダルリヤ…あるいはスカダルスカ通り、あるいはお前の好きな名で呼ぶが良い。我は目抜き通りにあらず…大通りにあらず…幹線道路にもあらず。我はベオグラードの中ほどにある、ありふれた曲がりくねった坂道である。我にボヘミアンの文化なくば、崩れかけた屋根なくば、揺れ動く椅子なくば、それで我を語るに十分足るであろう。—ズコ・ジュムフル
スカダルリヤの路上やレストランで長年にわたって繰り広げられてきた歌や演奏から、スカダルリヤを体現する存在となった歌手や俳優も少なくない。歌手トマ・ズトラヴコヴィッチ（Toma Zdravković）、オルガ・ヤンチェヴェツカ（Olga Jančevecka）、ディヴナ・ジョキッチ（Divna Đokić）、ソフカ・ヴァシリコヴィッチ（Sofka Vasiljković）、ミラ・マティッチ（Mila Matić）、ジプシーの占い師を演じた女優のリュビツァ・ヤニチイェヴィッチ（Ljubica Janićijević）、ドラマーのラドミル・ショボタ（Radomir Šobota）などが知られている。
地区のレストランには世界各地の著名人が訪れている。彼らがレストランを訪れたときの写真が飾られていることも少なくない。例えば、トリ・シェシラ（Tri šešira）にはギタリストのジミ・ヘンドリックス、政治家のジョージ・H・W・ブッシュ、ヨシップ・ブロズ・ティトー、アレッサンドロ・ペルティーニ、スペイン国王フアン・カルロス1世、チェス選手アナトリー・カルポフなどが訪れている。

## 現在

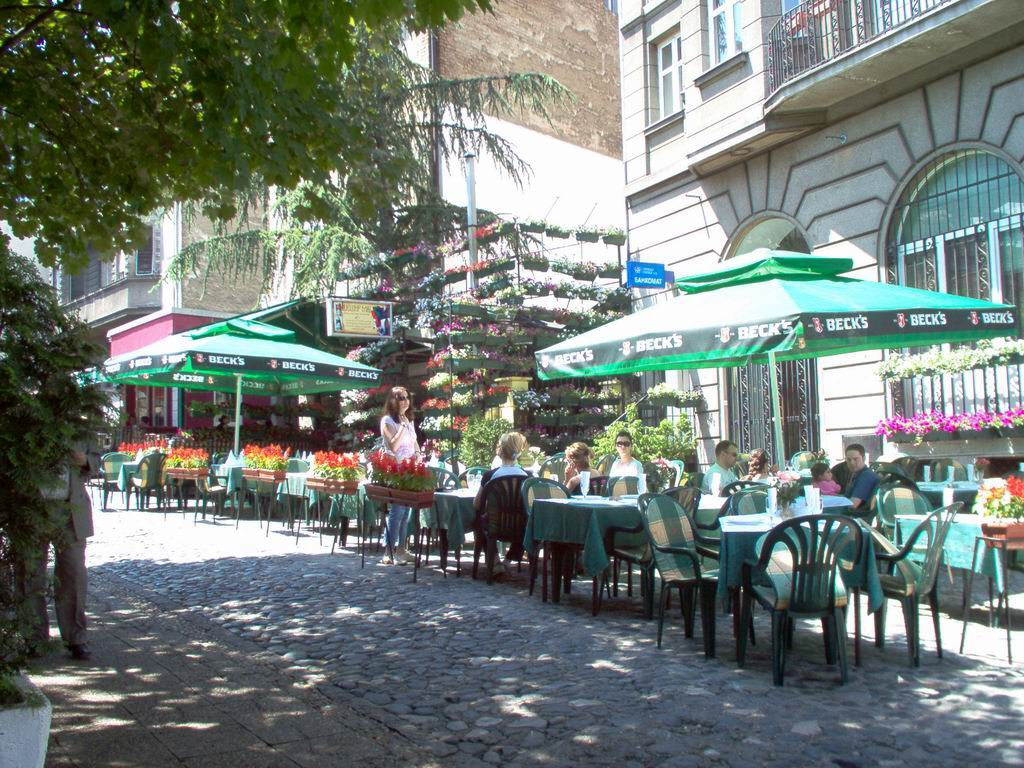
レストランやパブなど

こんにちのスカダルリヤは、ベオグラードの観光名所のひとつとなっている。その歴史の中でよく知られるようになったレストランやホテル、画廊、古美術店、みやげもの店、そしてセビリ（Sebilj）と呼ばれる水飲み場がある。セルビア式のブラスバンドやベオグラードの伝統的なアーバン・ミュージック、伝統衣装に身を包んだ俳優らによる演技が路上で繰り広げられている。スカダルリヤは、ベオグラードの中でも若いカップルや家族連れなどに人気がある。レストランでは、「セルビア料理」の語から連想される火であぶった肉（roštilj、ロシュティリ）やビール（pivo、ピヴォ）をはじめとする、セルビアの伝統的料理が堪能できる。カフェやレストラン、展覧会、丸石の敷き詰められた路地は、毎日2万人の人々を引きつけている。通りは歩行者天国となっているが、そうでなかったとしても細く曲がりくねり、丸石の敷き詰められたスカダルスカ通りは自動車には不向きだろう。
1993年以降、「ボヘミアンの旗」を掲げることで、熱気のこもったスカダルリヤの夏の始まりが告げられる。旗はレストラン「ズラトニ・ボカル」の前に掲げられている。この儀式には毎年、ポピュラー歌手やオペラ歌手、俳優、芸術家など多くの有名人が参加している

## 将来
2008年2月、スカダルリヤの末端部（醸造所跡の周辺1.5ヘクタール）、スカダルスカ通り、ゼツカ通り、ツェティニスカ通り、ドゥシャノヴァ通りに囲まれた一帯の再開発の計画が発表された。2008年9月から再開発のための具体的作業が始まり、2010年12月まで続く予定となっている。新しい多目的空間には2つのホテル、地下駐車場、レストラン、博物館、そして2つの歩行者天国・ツェティニスカ通りとスカダルスカ通りを結ぶ新しい歩行者天国が造られる予定となっている。レストラン「スタラ・スカダルリヤ」、醸造所の壁や古い塔、ショッピング・モール、ボイラー室、地下倉庫（ラグムス）は、外観を保存しつつ他目的に転用する予定である。塔にはイルミネーションが施され、他の地区からも見えるようになる。ショッピング・モールの上階はホテルとなる。地下倉庫（ラグムス）はみやげもの店に転用される。旧醸造所は新しいショッピング・モールや、1000台収容の地下駐車場を備えたホテルへと生まれ変わる。水飲み場は自由に使用できるようにし、既存の3本の泉源にもう一本追加され、観光用に供される。論争となっているものとしては箱型のガラス製の照明の導入であり、これによってスタラ・スカダルリヤ・レストランの景観を損ねることが懸念されている。これに対して地元では反対意見も出ている。スタラ・スカダルリヤ以外では、変更の大部分はツェティニスカ通りの側でのことであり、ツェティニスカ通りはスカダルスカ通りとは異なり、法的に厳しく保護されているわけではない。計画の対象となっている一帯では最大で17メートルの高低差があり、事実上、3階建ての階層構造となる見通しである。